# Kenéz-Kurländer Ede
Kenéz-Kurländer Ede (Nagyvárad, 1870. június 13. – Budapest, 1952) nagyváradi gazdag kereskedőcsaládból származó ügyvéd, mecénás, a nagyváradi és később budapesti zsidó és világi közélet fontos szereplője.

## Családja
Apja Kurländer Rafael (Nagyvárad, 1823 – Nagyvárad, 1899. január 19.) nagykereskedő, aki egy évszázados nagyváradi zsidó patrícius- és rabbicsalád ivadéka volt. Anyja Jacobi Rozália (Záli, Szelén) (Páncélcseh, 1831 – Nagyvárad, 1911. október 2.), a szülők 1847-ben házasodtak össze. 6 testvére volt: Ullman (Kurländer) Rozália (Róza, Rózsa) Rachel (Nagyvárad, 1852. április 21. – Nagyvárad, 1911. május 1.); Kurländer Ábrahám Ede (Nagyvárad, 1857. november 14. – ?); Kurländer Eszter (Nagyvárad, 1859. június 9. – ?); Kurländer (Ehrenfeld) Teréz (Nagyvárad, 1867. június 7. – Budapest, 1945.). 1902-ben vette feleségül Schrank Malvint (1882 – 1969); két gyerekük született: Ede (Bandi) és Lili.

## Élete
Vezető szerepet játszott Nagyvárad közéletében: tagja volt a városi tanácsnak és a színügyi bizottságnak is. Gyémánt Jenő ügyvéd és Ulmann Sándor nagykereskedő mellett alapító részvényese volt az 1901-ben Sas Ede által megalapított Nagyvárad Hírlapkiadó Rt-nek. 1901-ben vállalta a Színházi Újság kiadását.   Dr. Adorján Emil nagyváradi ügyvéddel közösen megrendelője volt a Fekete Sas Szálloda szecesssziós stílusú épületének. Támogatója volt több újságírónak, köztük Ady Endrének is. Tagja volt a nagyváradi szabadkőműves páholynak is. Igazgatója (Dir.-M.) volt az "Immobilien Verwertungs A.-G., Nagyvárad" és az "Immobilien Pachtungs-A.-G., Nagyvárad" cégeknek.
Az 1910-es évek elején Budapestre költözött, itt alapítója volt a Pesti Tükör (1913, más forrás szerint 1915–1921) baloldali kéthetilapnak. Kiadója, laptulajdonosa és egyben szerkesztője volt az 1928-1938 között kéthetente megjelenő Szombat című zsidó szemlének.
A Kozma utcai izraelita temető 1C parcellájában (5. sor, 18. sírhely) van eltemetve.

## Művei
- A Múlt és Jövőben megjelent írásai:[8]

- Kecskeméti Lipót hatvan éves. 1925.
- Pillanatfelvételek az Abel Pann-kiállításból. 1925.
- "Ha van chevra kadisájuk, akkor zsidók". 1928. 109. o.
- Vers Lőw Immánuel születésnapjára. 1934.
- A Vulgata szándékos elírása. 1935.
- A Munkácsi (Munk) család genealógiája. 1940.
- Dr. Konrád Béla utolsó vacsorája. 1941.
- Dr. Munkácsi Ernő (Az új főtitkár portréjához) 1942.
- Emlékeimből - Apám. 1943.

- A cionizmus a múltban, a jelenben és a jövőben. Bp. (1947) Szerzői kiadás, 16 p.